# Hydrovatus absonus
Hydrovatus absonus är en skalbaggsart som beskrevs av Guignot 1948. Hydrovatus absonus ingår i släktet Hydrovatus och familjen dykare. Inga underarter finns listade i Catalogue of Life.